# Угода в Досі (2020)
Дохійська угода, Угода про відновлення миру в Афганістані — мирний договір, підписаний 29 лютого 2020 року в місті Доха (Катар) між США та афганським рухом "Талібан". Передбачає виведення військ НАТО з Афганістану, заборона діяльності Аль-Каїди на підконтрольних талібам територіях, а також початок переговорів між талібами та афганським урядом

## Угода
Внутрішньоафганські переговори мали розпочатися 10 березня 2020 року в Осло, Норвегія. Склад урядової переговорної групи Афганістану не був визначений, оскільки результати виборів президента Афганістану 2019 року були спірними. Угода вимагала від уряду Афганістану звільнити 5000 ув'язнених талібів до початку переговорів, в обмін на 1000 військовослужбовців уряду, утримуваних Талібаном. Положення угоди включають виведення всіх військ НАТО з Афганістану, зобов'язання Талібану не дозволити Аль-Каїді діяти в районах, які контролюються Талібаном, і переговори між Талібаном і афганським урядом. Сполучені Штати погодилися на початкове скорочення рівня своїх сил з 13 000 до 8 600 до липня 2020 року з подальшим повним виведенням протягом 14 місяців, якщо Талібан дотримуватиметься своїх зобов'язань. Генеральний секретар НАТО Єнс Столтенберг пообіцяв скоротити чисельність сил НАТО приблизно до 12 000 із приблизно 16 000 військовослужбовців. Сполучені Штати також зобов’язалися закрити п’ять військових баз протягом 135 днів і висловили намір припинити економічні санкції проти Талібану до 27 серпня 2020 року.